# So Sudden
So Sudden è il primo album in studio del gruppo musicale pop-rock statunitense The Hush Sound, pubblicato nel 2005.

## Tracce
1. City Traffic Puzzle – 3:29
2. Weeping Willow – 2:17
3. Crawling Towards the Sun – 2:57
4. The Artist – 3:36
5. Unsafe Safe – 3:34
6. Momentum – 3:32
7. Hourglass – 2:37
8. Echo – 4:59
9. My Apologies – 2:16
10. The Market – 1:54
11. Tides Change – 1:22
12. Carry Me Home – 2:17
13. Eileen – 3:31

## Formazione
- Bob Morris - voce, chitarra
- Chris Faller - basso, cori
- Darren Wilson - batteria, cori
- Greta Salpeter - piano, voce